# Uhřice (okres Hodonín)
Uhřice (německy Auherschitz) jsou obec v okrese Hodonín v Jihomoravském kraji, 13 km západně od Kyjova. Žije zde 771 obyvatel.

## Historie
První písemná zmínka o obci pochází z roku 1351.

## Současnost
Na katastru obce se od roku 2001 těží ropa. V roce 2016 byla postavena nová mateřská škola. Během její výstavby chodily děti do provizorní kontejnerové školky, která byla následně zrušena. V obci se nachází aquapark a nový kulturní dům

## Pamětihodnosti
- Pozdně gotický kostel svatého Jana Křtitele
- Barokní socha svatého Jana Nepomuckého na návsi, autor Ondřej Schweigl
- Kopie barokní sochy svatého Jana Nepomuckého u silnice na Slavkov
- Pomník obětem světových válek, před školou
- Výklenková kaplička u kostela
- Kříž u kostela

## Galerie

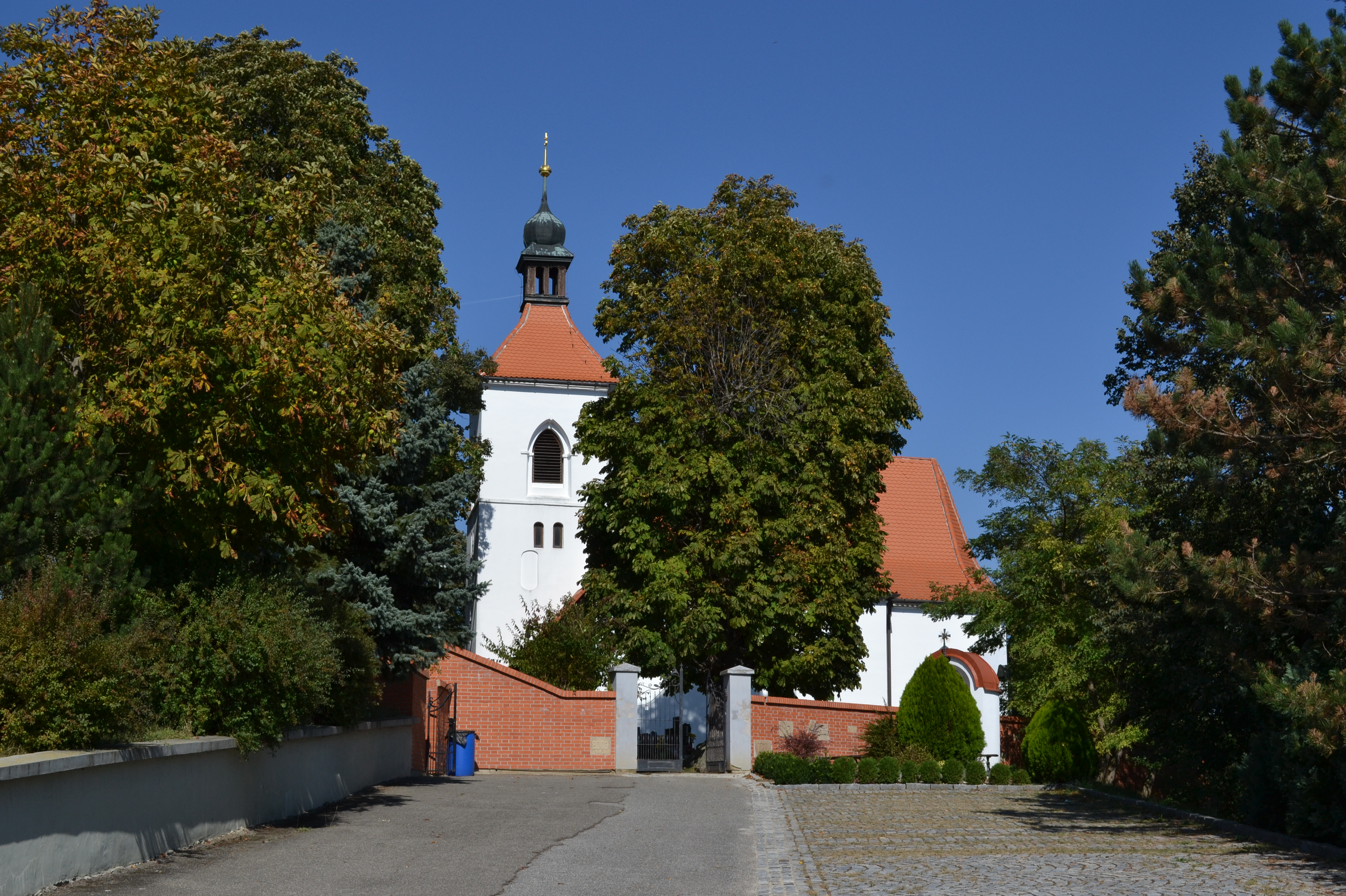
Kostel svatého Jana Křtitele
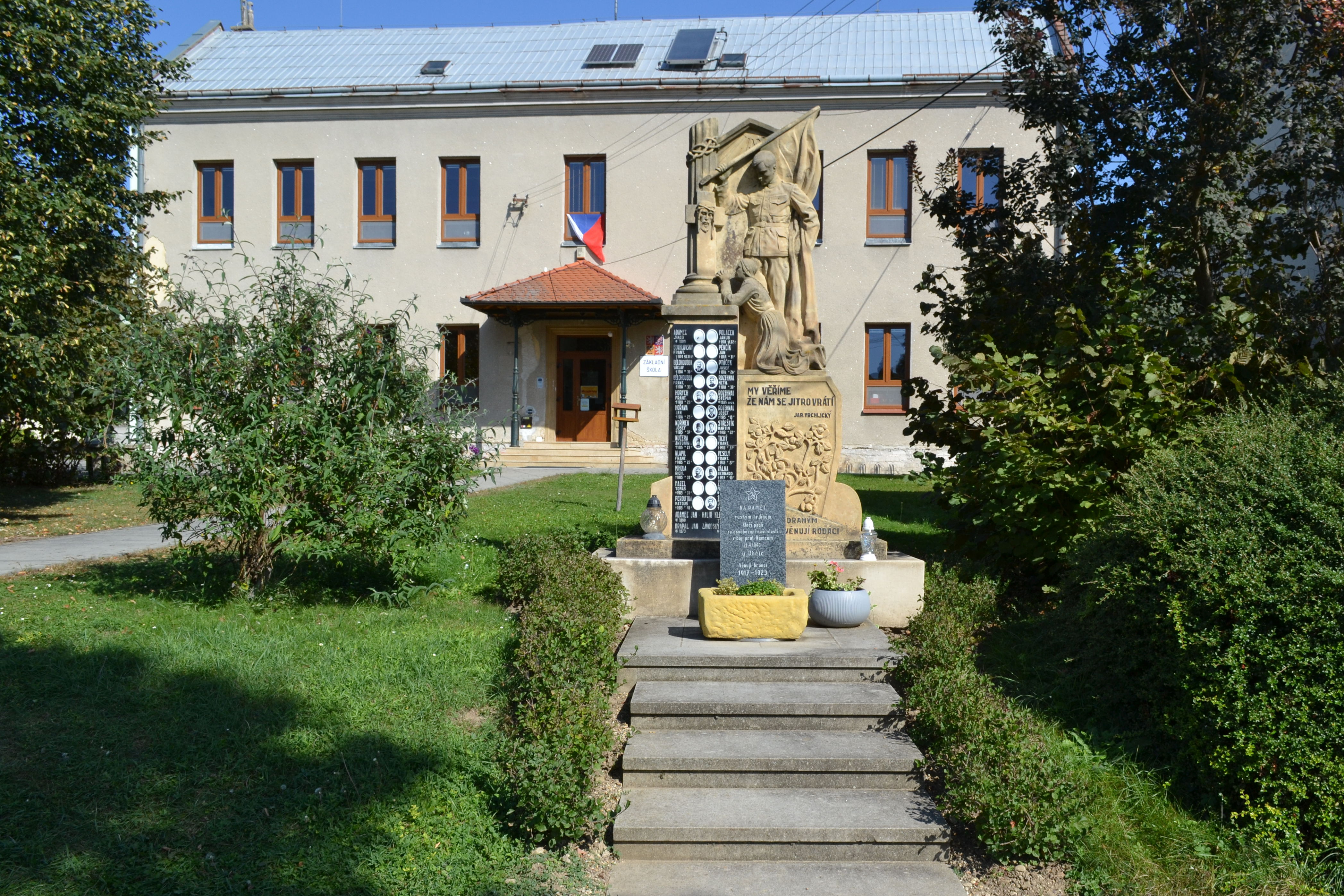
Základní škola a pomník padlým
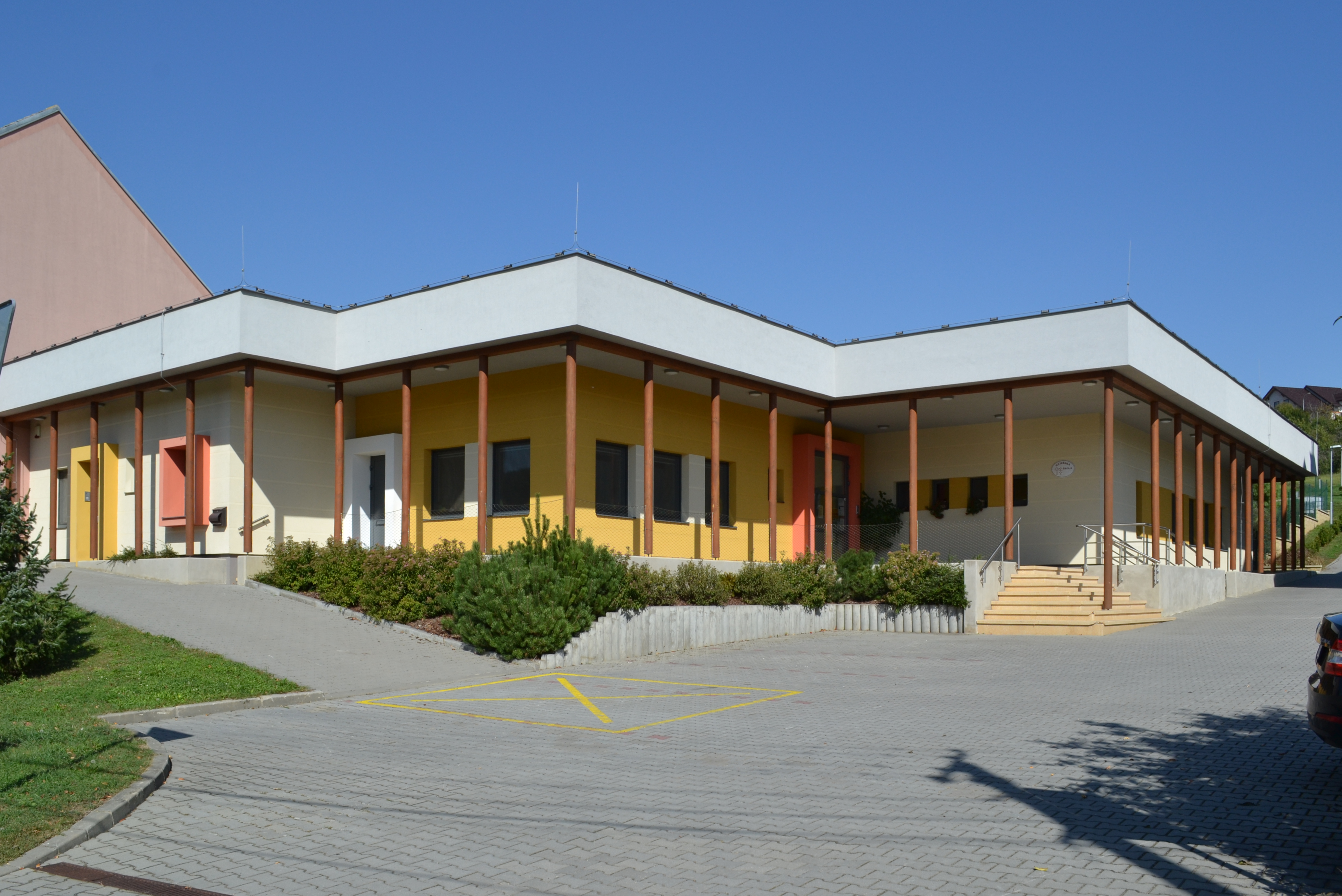
Mateřská škola
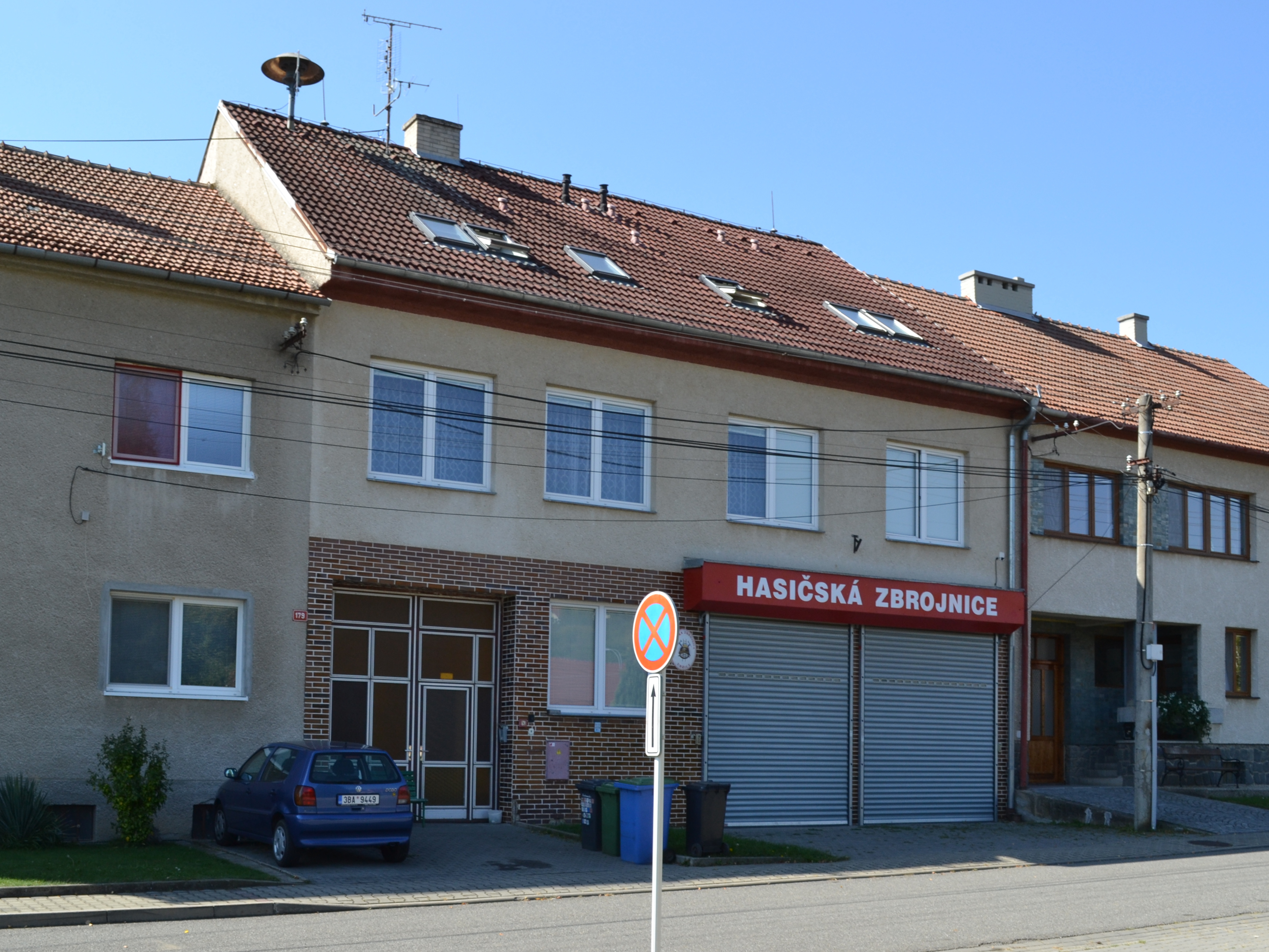
Hasičská zbrojnice
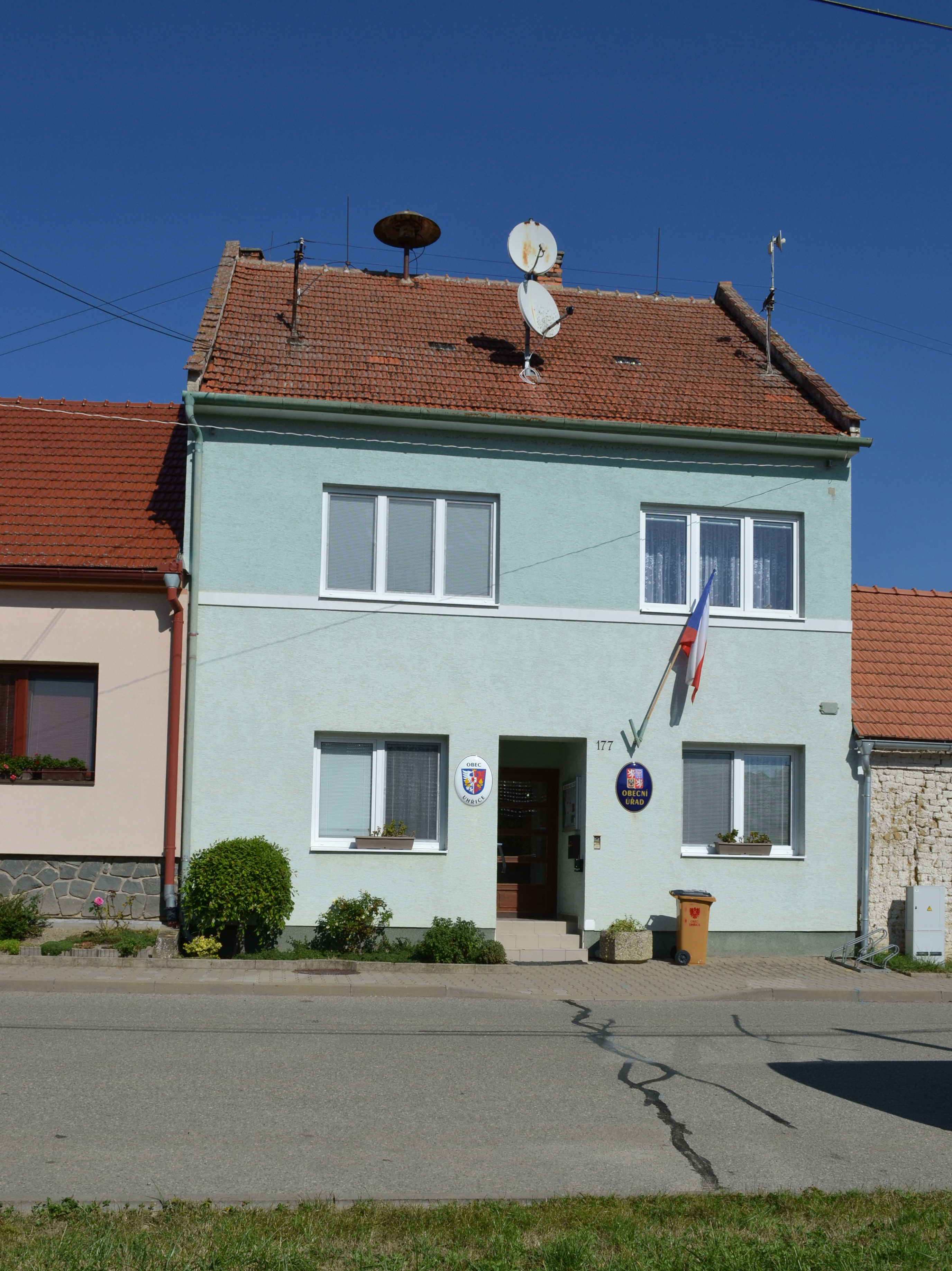
Obecní úřad
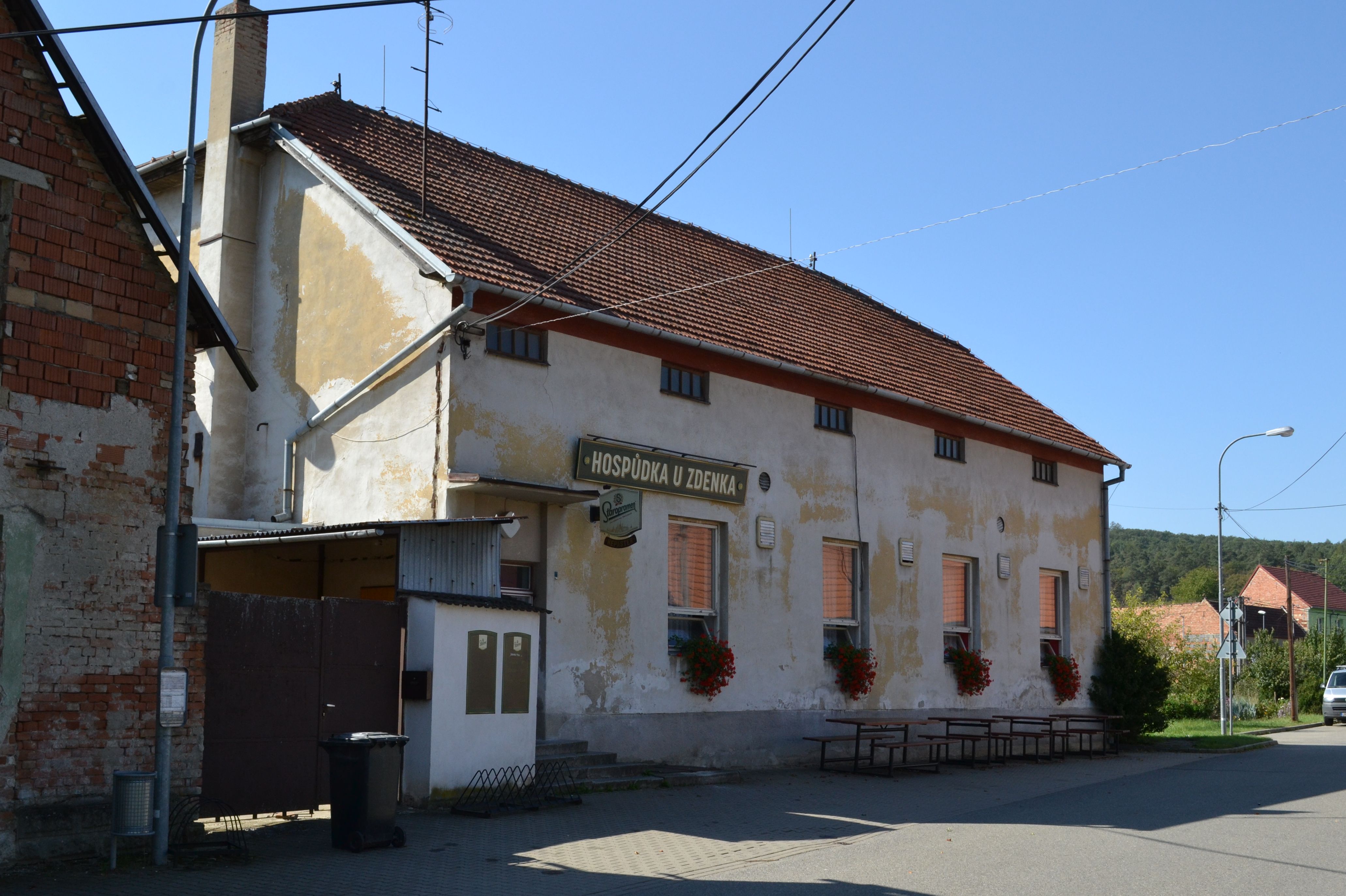
Hospoda
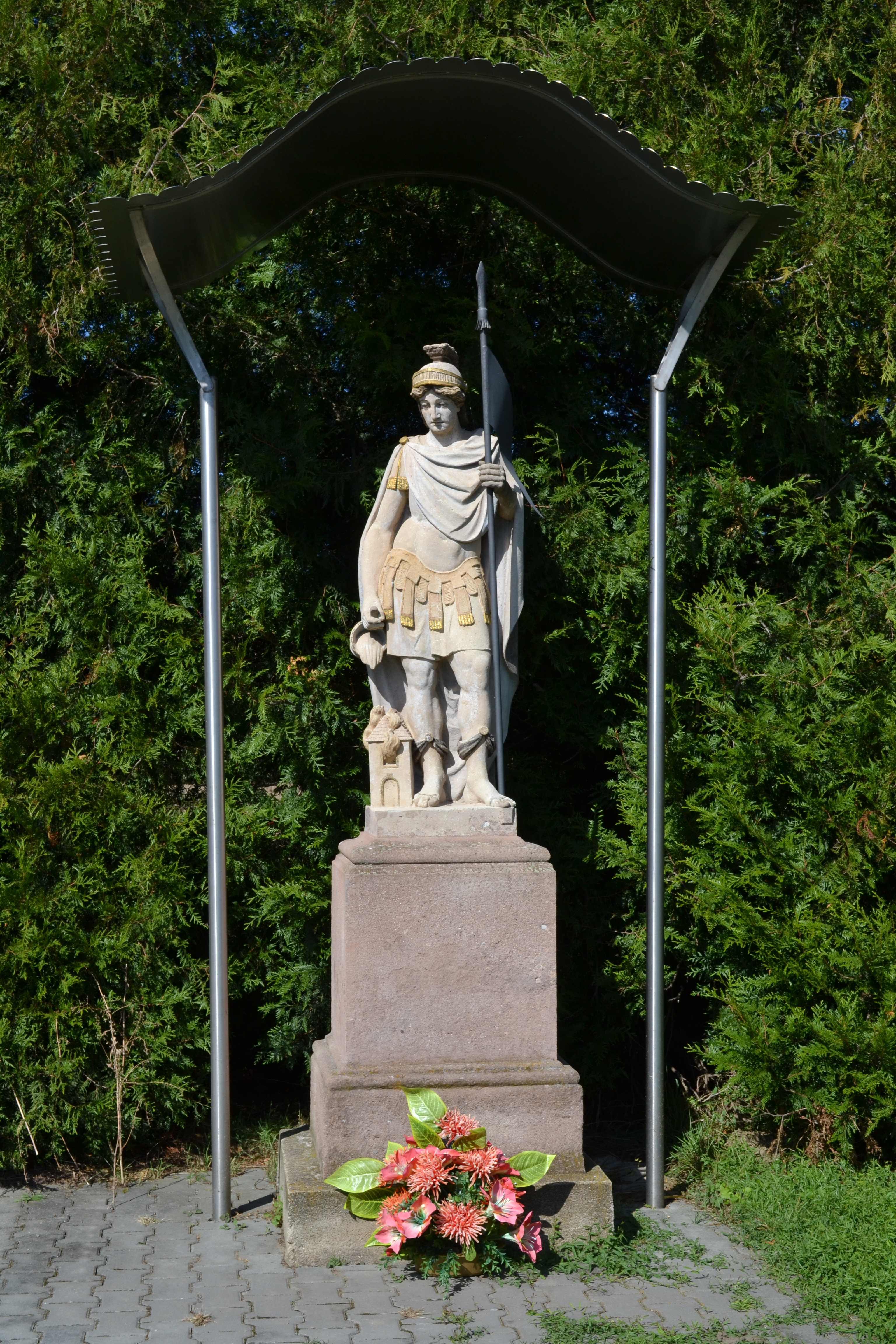
Socha sv. Floriána
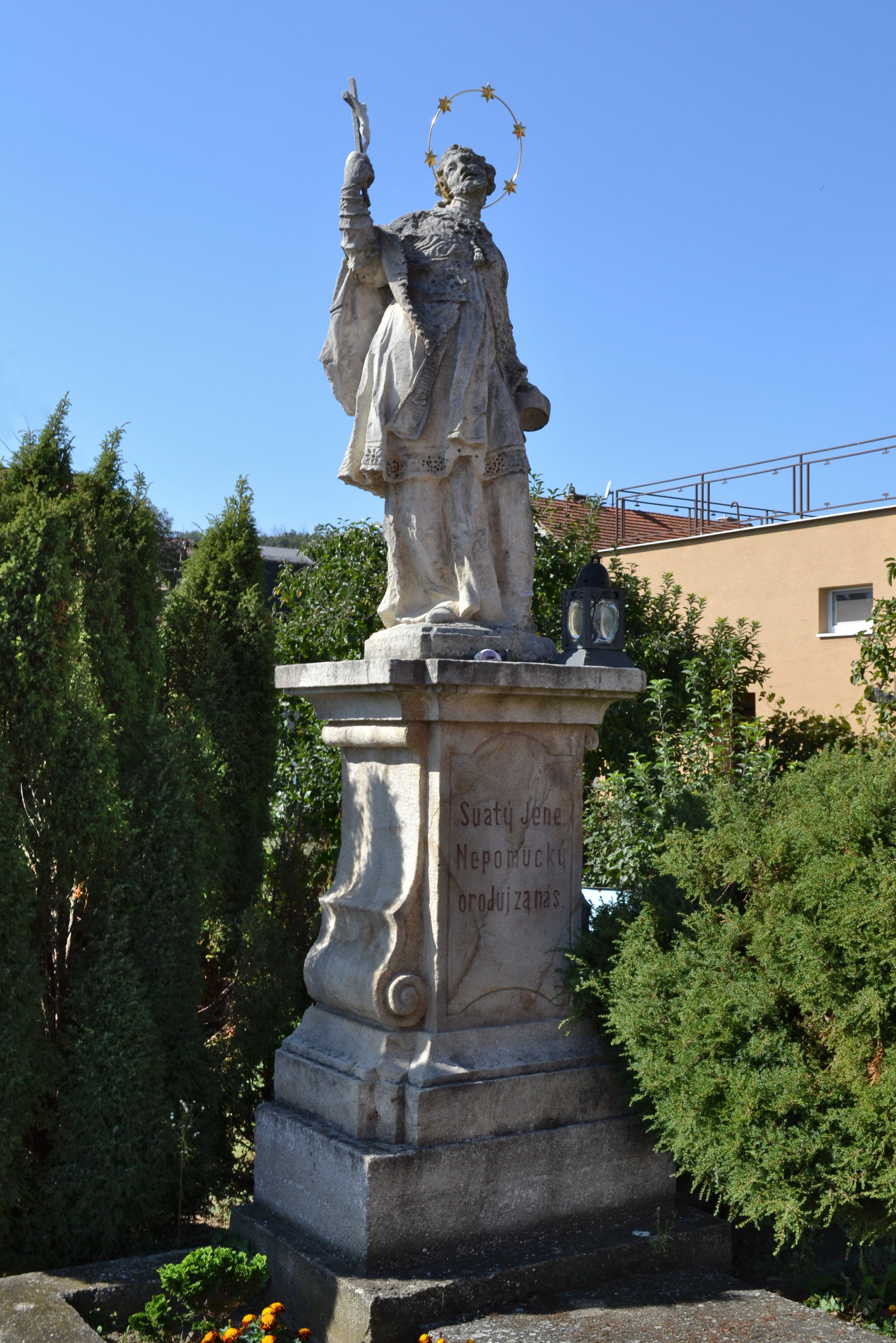
Socha sv. Jana Nepomuckého na návsi

## Diskografie
- Varhany v kostele sv. Jana Křtitele v Uhřicích. Dolní Bojanovice: TONSTUDIO Rajchman 2012.[5]